# Idioma kora
Aka-kora (también conocido como idioma Kora) es una lengua ya extinguida de las islas Andamán, en la India. 